# Niemis
Niemis (även kallad Luppio) är en by intill Armasjokis mynning i Torne älv i Övertorneå kommun och Hietaniemi socken i Sverige. Niemis ligger cirka elva kilometer söder om Övertorneå tätort, cirka fem kilometer norr om tätorten Hedenäset och öster om Armasjärvi. Byns bebyggelse ligger på både norra och södra sidorna av Armasjoki och bebyggelsen ligger även på båda sidorna av riksväg 99. Från Niemis finns även väg (länsväg 795) västerut till Svartbyn. Vid småortsavgränsningen 1995 hade norra delen av Niemis 55 invånare och klassades som småort, för att därefter inte vara det. 2015 klassades den norra delen åter igen som en småort för att 2020 ännu en gång upphöra att vara det.
1914 gav Statens Järnvägar byn namnet Luppio, som det närbelägna berget heter, för att undvika eventuell förväxling med Niemisel vid Råneälven när stationen vid Karungi-Övertorneå järnväg öppnades. Byn har också kallats Joenkylä (åbyn). Fastigheterna i byn har beteckningen Niemis men gatuadresserna har namnet Luppio. I november 2016 fanns det enligt Ratsit 96 personer över 16 år registrerade med Luppio som adress.
Vintertid finns en isväg över Torne älv till Finland.

## Etymologi
Namnet Niemis är bildat av stammen i finskans tre yttre lokalkasus för Nieminen. Niemisellä (på Nieminen), Niemiseltä (från Nieminen), Niemiselle (till Nieminen). Detsamma gäller för ortnamnet Niemisel.

## Historia

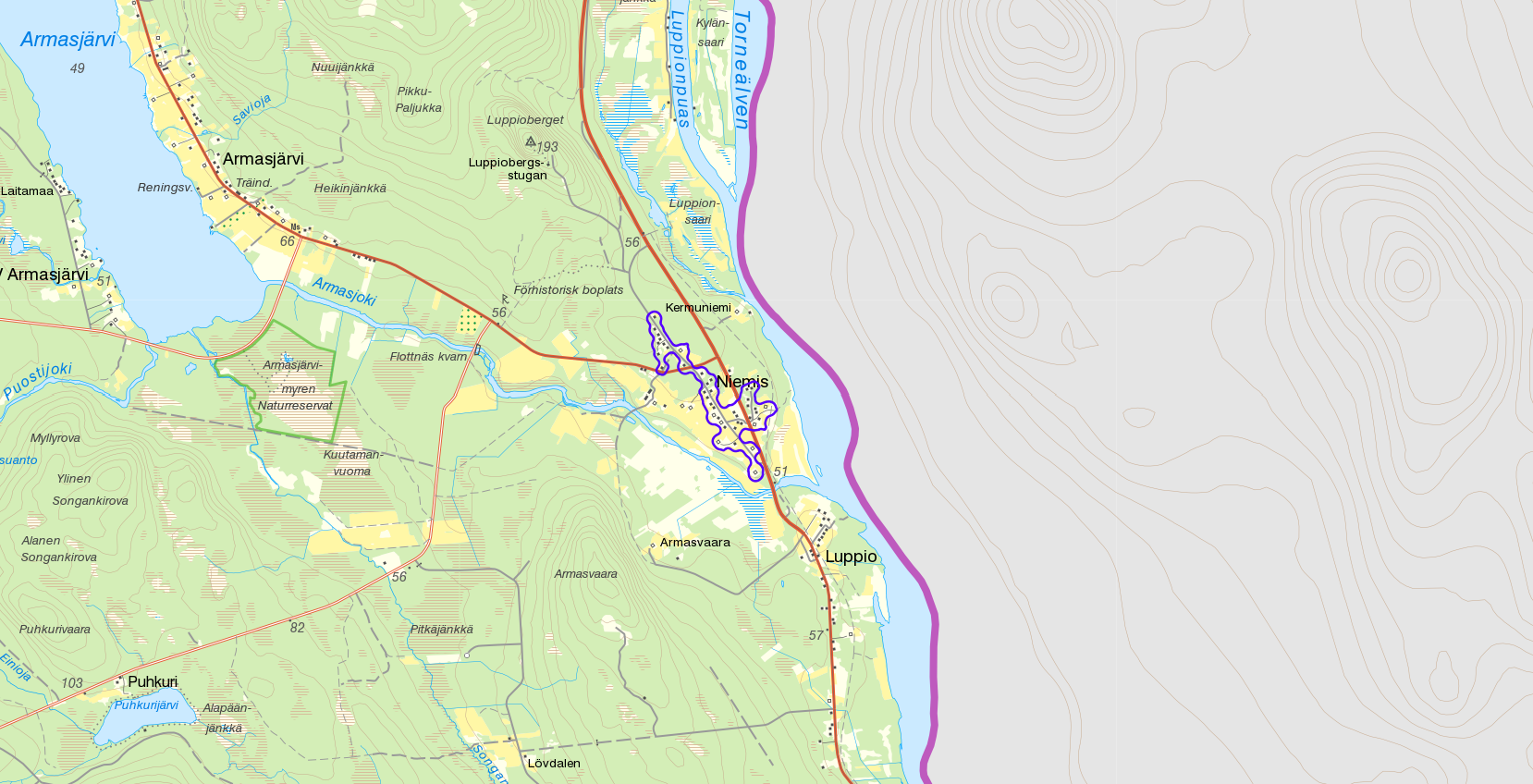
Småorten Niemis (norra delen) med gränserna från Statistiska centralbyråns småortsavgränsning 2015 i lila. Bakgrundskarta från Lantmäteriet, skala 1:30 236.

Niemis ligger i Hietaniemi socken. I samband med kommunreformen 1863 bildades Hietaniemi landskommun, som Niemis tillhörde fram till 1 januari 1969, då landskommunen uppgick i Övertorneå landskommun. Två år senare, 1971, ombildades Övertorneå landskommun till Övertorneå kommun, som Niemis sedan dess har tillhört.
Niemis hade ännu i slutet av 1800-talet ett gästgiveri och en kvarn.

### Befolkningsutveckling
| Befolkningsutvecklingen i Niemis (norra delen) 1990–2015 | Befolkningsutvecklingen i Niemis (norra delen) 1990–2015 | Befolkningsutvecklingen i Niemis (norra delen) 1990–2015 | Befolkningsutvecklingen i Niemis (norra delen) 1990–2015 | Befolkningsutvecklingen i Niemis (norra delen) 1990–2015 |
| --- | -------------------------------------------------------- | -------------------------------------------------------- | -------------------------------------------------------- | -------------------------------------------------------- |
| |                                                          |                                                          |                                                          |                                                          |
| År |                                                          |                                                          | Folkmängd                                                | Areal (ha)                                               |
| 1990 | 1990                                                     |                                                          | 65                                                       | 10##                                                     |
| 1995 | 1995                                                     |                                                          | 55                                                       | 10#                                                      |
| 2010 | 2010                                                     |                                                          | 55                                                       | 34##                                                     |
| 2015 | 2015                                                     |                                                          | 57                                                       | 34#                                                      |
| Anm.: Ny småort 1995. Ej småort 2000. Åter småort 2015. # Som småort. ## Befolkningen 31 december 1990 inom det område som avgränsades som småort 1995. ## Befolkningen 31 december 2010 inom det område som avgränsades som småort 2015. |                                                          |                                                          |                                                          |                                                          |

Vid folkräkningen den 31 december 1890 bodde det 230 personer i Niemis.

## Kända personer från Niemis
- Torsten Stridsman, riksdagsman

## Sport
Niemis skytteförening är en av Sveriges bästa skytteföreningar. Föreningen tog bland annat flera medaljer i svenska mästerskapen i gevärsfältskytte 2011. Idrottsföreningen Luppio IF slogs 1958 ihop med Hietaniemi SK och den nya föreningen antog namnet SK Gränsen.